# Zalesie (powiat przeworski)
Zalesie (1968–?? Zalesie Żurowskie) – wieś w Polsce położona w województwie podkarpackim, w powiecie przeworskim, w gminie Zarzecze.
Miejscowość leży 3 km na północ od siedziby gminy.
W latach 1975–1998 miejscowość należała administracyjnie do województwa przemyskiego.
W połowie września 1943 do wsi przybyła grupa Niemców. Poszukiwali partyzantów i jeńców rosyjskich. W trakcie akcji zamordowali kilku mieszkańców wsi (sześć ofiar zostało zidentyfikowanych).